# Alberto Aguilar
Alberto Martín Aguilar Suárez (* 9. März 1985 in San Fernando de Apure) ist ein venezolanischer Leichtathlet, der sich auf den Sprint spezialisiert hat.

## Sportliche Laufbahn
Erste Erfahrungen bei internationalen Meisterschaften sammelte Alberto Aguilar im Jahr 2009, als er bei den Juegos Bolivarianos in Sucre in 46,54 s die Goldmedaille im 400-Meter-Lauf gewann und auch mit der venezolanischen 4-mal-400-Meter-Staffel in 3:06,91 min siegte. Im Jahr darauf konnte er sein Rennen über 400 m bei den Zentralamerika- und Karibikspielen (CAC) in Mayagüez nicht beenden und belegte in 3:07,98 min den sechsten Platz mit der Staffel. 2011 schied er bei den CAC-Meisterschaften ebendort mit 47,44 s im Vorlauf über 400 m aus und wurde mit der Staffel in 3:04,93 min Sechster. Anschließend schied er bei den Panamerikanischen Spielen in Guadalajara mit 46,39 s in der ersten Runde über 400 m aus und gewann in 3:00,82 min gemeinsam mit Arturo Ramírez, José Acevedo und Omar Longart die Bronzemedaille hinter den Teams aus Kuba und der Dominikanischen Republik. Im Jahr darauf verpasste er bei den Hallenweltmeisterschaften in Istanbul mit 3:11,11 min den Finaleinzug mit der Staffel und mit der Staffel startete er im Sommer auch bei den Olympischen Spielen in London und klassierte sich dort mit 3:02,18 min im Finale auf dem sechsten Platz.
2013 siegte er bei den Südamerikameisterschaften in Cartagena in 3:03,64 min gemeinsam mit Arturo Ramírez, José Meléndez und Freddy Mezones in der 4-mal-400-Meter-Staffel und gewann in der 4-mal-100-Meter-Staffel in 39,76 s gemeinsam mit Jermaine Chirinos, Álvaro Cassiani und Albert Bravo die Bronzemedaille hinter den Teams aus Brasilien und Kolumbien. Anschließend startete er mit der 4-mal-400-Meter-Staffel bei den Weltmeisterschaften in Moskau, verpasste dort aber mit 3:02,04 min den Finaleinzug. Im Jahr darauf nahm er an den Südamerikaspielen in Santiago de Chile teil und klassierte sich dort mit 47,03 s auf dem sechsten Platz über 400 m. Ende November gewann er dann bei den Zentralamerika- und Karibikspielen in Xalapa in 3:01,80 min die Silbermedaille in der 4-mal-400-Meter-Staffel hinter dem Team aus Kuba und sicherte sich in der 4-mal-100-Meter-Staffel in 39,22 s die Bronzemedaille hinter Kuba und der Dominikanischen Republik. 2015 verteidigte er bei den Südamerikameisterschaften in Lima in 3:04,96 min gemeinsam mit Alberth Bravo, José Meléndez und Freddy Mezones den Titel in der 4-mal-400-Meter-Staffel.
Bei den IAAF World Relays 2017 auf den Bahamas schied er mit der 4-mal-200-Meter-Staffel mit 1:25,69 min im Vorlauf aus und gewann anschließend in 3:07,64 min gemeinsam mit Alberth Bravo, Kelvis Padrino und Omar Longart die Bronzemedaille bei den Südamerikameisterschaften in Luque. Im November gewann er dann bei den Juegos Bolivarianos in Santa Marta in 46,68 s die Bronzemedaille über 400 m hinter dem Dominikaner Luguelín Santos und dem Kolumbianer Jhon Perlaza und belegte zudem in 1:54,54 min den achten Platz im 800-Meter-Lauf. In der 4-mal-400-Meter-Staffel sicherte er sich in 3:06,32 min die Silbermedaille hinter Kolumbien. Im Jahr darauf nahm er erneut an den Südamerikaspielen in Cochabamba teil und gewann dort in 39,03 s gemeinsam mit Rafael Vásquez, Alexis Nieves und Arturo Ramírez die Silbermedaille in der 4-mal-100-Meter-Staffel hinter Kolumbien und sicherte sich in 3:05,75 min gemeinsam mit José Meléndez, Freddy Mezones und Kelvis Padrino auch die Silbermedaille in der 4-mal-400-Meter-Staffel hinter Kolumbien. Anschließend schied er bei den Zentralamerika- und Karibikspielen in Barranquilla mit 20,96 s im Halbfinale im 200-Meter-Lauf aus und belegte in der 4-mal-100-Meter-Staffel in 39,63 s den siebten Platz, während er in der 4-mal-400-Meter-Staffel nach 3:06,62 min auf Rang vier einlief. Bei den IAAF World Relays 2019 in Yokohama schied er mit 39,76 s in der Vorrunde in der 4-mal-100-Meter-Staffel aus. Anschließend siegte er bei den Südamerikameisterschaften in Lima in 39,56 s gemeinsam mit Abdel Kalil, Alexis Nieves und Rafael Vásquez in der 4-mal-100-Meter-Staffel. Daraufhin klassierte er sich bei den Panamerikanischen Spielen ebendort mit 39,73 s auf dem achten Platz in der 4-mal-100-Meter-Staffel und erreichte nach 3:10,65 min auch in der 4-mal-400-Meter-Staffel Rang acht.

## Persönliche Bestzeiten
- 200 Meter: 20,96 s (+0,3 m/s), 31. Juli 2018 in Barranquilla
- 400 Meter: 45,71 s, 15. Mai 2014 in Barquisimeto
- 800 Meter: 1:50,71 min, 24. September 2017 in Barinas